# 第11師団 (陸上自衛隊)
第11師団（だいじゅういちしだん、JGSDF 11th Division）は、北部方面隊隷下にあった師団のひとつである。師団司令部を北海道札幌市の真駒内駐屯地に置いていた。廃止後は第11旅団が編成されている。

## 沿革
甲師団
- 1962年（昭和37年）
  - 1月18日：第11師団が真駒内駐屯地において編成完結。

  1. 第11師団司令部および同付隊、第11特科連隊、第11対戦車隊、第11偵察隊、第11施設大隊、第11通信大隊、第11武器隊、第11補給隊、第11輸送隊、第11衛生隊が真駒内駐屯地に新編。
  2. 第28普通科連隊が滝川駐屯地に新編。
  3. 第29普通科連隊が俱知安駐屯地に新編。
  4. 第11戦車大隊が北恵庭駐屯地に新編。
  5. 第10普通科連隊および第18普通科連隊を隷下に編合。

  - 1月31日：第11戦車大隊が北恵庭駐屯地から真駒内駐屯地に移駐。

1965年頃の主要編成
第10・第18・第28・第29普通科連隊、第11特科連隊、第11戦車大隊
- 1972年（昭和47年）1月11日：札幌オリンピックを支援（2月18日まで）。
- 1975年（昭和50年）8月1日：第11音楽隊を真駒内駐屯地に新編。

甲師団（近代化改編）
- 1989年（平成元年）3月24日：第11師団の近代化改編。

1. 第11後方支援連隊が第11武器隊、第11補給隊、第11輸送隊、第11衛生隊を統合し真駒内駐屯地に新編。
2. 第11高射特科大隊が第11特科連隊第6大隊を分離独立し師団直轄として真駒内駐屯地に新編。
3. 第10・第18・第28・第29普通科連隊を自動車化連隊に改編。
4. 第11偵察隊に電子偵察小隊を新編。
5. 第11師団司令部付隊に化学防護小隊を新編。

1990年頃の主要編成
第10・第18・第28・第29普通科連隊、第11特科連隊、第11高射特科大隊、第11戦車大隊
- 1991年（平成03年）3月29日：第317戦車中隊、318戦車中隊が真駒内駐屯地において第11戦車大隊の隷下に新編。
- 1992年（平成04年）：第18普通科連隊を装甲車化連隊に改編。
- 1994年（平成06年）3月28日：北部方面飛行隊第11飛行隊を隷下に編入（北部方面飛行隊を北部方面航空隊に改編）。

乙師団（近代化改編済）
- 1996年（平成08年）3月29日：師団改編。

1. 甲師団（9,000人編成）から乙師団（7,000人編成）に改編。
2. 第29普通科連隊（倶知安駐屯地）を廃止。
3. 第11特科連隊第4特科大隊（真駒内駐屯地）を廃止。
4. 第28普通科連隊第4普通科中隊（函館駐屯地）が俱知安駐屯地に移駐。
5. 第11対戦車隊が真駒内駐屯地から俱知安駐屯地に移駐。

- 1999年（平成11年）3月29日：第318戦車中隊（真駒内駐屯地）を廃止。
- 2000年（平成12年）3月28日：第11後方支援連隊衛生隊治療中隊を衛生隊治療隊へ改編。
- 2005年（平成17年）3月28日：部隊廃止。

1. 第11特科連隊多連装ロケット中隊（真駒内駐屯地）を廃止。
2. 第317戦車中隊（真駒内駐屯地）を廃止。

- 2008年（平成20年）
  - 3月25日：第11対戦車隊（倶知安駐屯地）を廃止。
  - 3月26日：旅団化に伴い、第11旅団へ改編。

## 廃止時の編成・駐屯地
編成
- 第11師団司令部
- 第10普通科連隊
- 第18普通科連隊
- 第28普通科連隊
- 第11特科連隊
- 第11後方支援連隊
- 第11高射特科大隊
- 第11戦車大隊
- 第11施設大隊
- 第11通信大隊
- 第11偵察隊
- 第11対戦車隊
- 第11飛行隊
- 第11師団司令部付隊
- 第11音楽隊

駐屯地
- 真駒内駐屯地（札幌市南区）
  - 第11師団司令部
  - 第18普通科連隊
  - 第11後方支援連隊
  - 第11特科連隊
  - 第11高射特科大隊
  - 第11戦車大隊
  - 第11施設大隊
  - 第11通信大隊
  - 第11偵察隊
  - 第11師団司令部付隊
  - 第11音楽隊
- 函館駐屯地（函館市）
  - 第28普通科連隊（第4普通科中隊を除く）
- 倶知安駐屯地（虻田郡倶知安町）
  - 第11対戦車隊
  - 第28普通科連隊第4普通科中隊
- 丘珠駐屯地（札幌市東区）
  - 第11飛行隊
- 滝川駐屯地（滝川市）
  - 第10普通科連隊

## 司令部及び歴代師団長
| 代 | 氏名       | 在任期間               | 出身校・期          | 前職                                                                                            | 後職                                       |
| -- | ---------- | ---------------------- | ------------------- | ----------------------------------------------------------------------------------------------- | ------------------------------------------ |
| 01 | 平井重文   | 1962.1.18 - 1964.11.19 | 陸士40期・ 陸大51期 | 第8混成団長 →1961.8.1 北部方面総監部付                                                          | 西部方面総監部付 →1965.1.1 退職            |
| 02 | 梅澤治雄   | 1964.11.20 - 1966.6.30 | 陸士44期・ 陸大51期 | 統合幕僚会議事務局第4幕僚室長 →1963.8.1 東部方面総監部付 →1963.12.10 東京オリンピック支援集団長 | 陸上自衛隊幹部学校長                       |
| 03 | 藤井一美   | 1966.7.1 - 1969.3.16   | 陸士45期・ 陸大53期 | 陸上自衛隊富士学校副校長                                                                        | 陸上幕僚監部付 →1969.7.1 退職              |
| 04 | 中村龍平   | 1969.3.17 - 1970.12.21 | 陸士49期・ 陸大56期 | 統合幕僚会議事務局第2幕僚室長                                                                   | 東部方面総監                               |
| 05 | 青木香     | 1970.12.22 - 1972.6.30 | 陸士49期・ 陸大58期 | 陸上自衛隊幹部候補生学校長 兼 前川原駐とん地司令                                                | 退職                                       |
| 06 | 三好秀男   | 1972.7.1 - 1974.3.15   | 陸士53期・ 陸大59期 | 陸上幕僚監部第5部長                                                                             | 陸上幕僚副長                               |
| 07 | 永野茂門   | 1974.3.16 - 1976.3.15  | 陸士55期            | 陸上幕僚監部第4部長                                                                             | 陸上幕僚副長                               |
| 08 | 近藤靖     | 1976.3.16 - 1978.3.15  | 陸士56期            | 陸上幕僚監部第4部長                                                                             | 北部方面総監                               |
| 09 | 冨澤松司   | 1978.3.16 - 1979.11.19 | 陸士57期            | 東部方面総監部幕僚長 兼 市ヶ谷駐とん地司令                                                      | 統合幕僚会議事務局長 兼 統合幕僚学校長     |
| 10 | 栗田裕夫   | 1979.11.20 - 1981.3.30 | 陸航士58期          | 陸上自衛隊東北地区補給処長                                                                      | 退職、セブン-イレブン・ジャパン社長        |
| 11 | 大澤渉     | 1981.3.31 - 1983.3.15  | 陸士60期            | 中部方面総監部幕僚長 兼 伊丹駐とん地司令                                                        | 中部方面総監                               |
| 12 | 久山辰治   | 1983.3.16 - 1984.3.28  | 広幼46期・ 陸士61期 | 陸上幕僚監部装備部長                                                                            | 陸上幕僚副長                               |
| 13 | 石井政雄   | 1984.3.29 - 1985.9.30  | 立教大学 昭和28年卒 | 統合幕僚会議事務局第5幕僚室長                                                                   | 陸上幕僚副長                               |
| 14 | 寺島泰三   | 1985.10.1 - 1986.3.16  | 東北大学 昭和31年卒 | 陸上幕僚監部装備部長                                                                            | 陸上幕僚副長                               |
| 15 | 宮澤作太郎 | 1986.3.17 - 1987.7.6   | 中央大学 昭和28年卒 | 北部方面総監部幕僚長 兼 札幌駐屯地司令                                                          | 退職                                       |
| 16 | 小田原昭   | 1987.7.7 - 1990.7.8    | 防大2期             | 陸上幕僚監部装備部長                                                                            | 東部方面総監                               |
| 17 | 青戸秀也   | 1990.7.9 - 1992.3.15   | 防大4期             | 統合幕僚会議事務局第5幕僚室長                                                                   | 防衛大学校幹事                             |
| 18 | 川名正浩   | 1992.3.16 - 1994.6.30  | 防大5期             | 東部方面総監部幕僚長 兼 市ヶ谷駐屯地司令                                                        | 退職                                       |
| 19 | 竹田仁宏   | 1994.7.1 - 1996.6.30   | 防大8期             | 陸上幕僚監部教育訓練部長                                                                        | 東北方面総監                               |
| 20 | 松園忠臣   | 1996.7.1 - 1998.3.25   | 防大8期             | 陸上自衛隊幹部候補生学校長 兼 前川原駐屯地司令                                                  | 退職                                       |
| 21 | 山本勝     | 1998.3.26 - 1999.7.8   | 防大9期             | 陸上自衛隊富士学校副校長                                                                        | 退職                                       |
| 22 | 渡邊光啓   | 1999.7.9 - 2001.12.2   | 岐阜大学 昭和42年卒 | 陸上自衛隊通信学校長 兼 久里浜駐屯地司令                                                        | 退職                                       |
| 23 | 佐野晃     | 2001.12.3 - 2003.3.26  | 防大13期            | 陸上自衛隊東北補給処長                                                                          | 陸上自衛隊補給統制本部長 兼 十条駐屯地司令 |
| 24 | 竹田治朗   | 2003.3.27 - 2004.3.28  | 防大13期            | 陸上自衛隊研究本部長                                                                            | 退職                                       |
| 25 | 直海康寛   | 2004.3.29 - 2005.7.27  | 防大16期            | 陸上自衛隊幹部候補生学校長 兼 前川原駐屯地司令                                                  | 陸上自衛隊富士学校長                       |
| 26 | 大西正俊   | 2005.7.28 - 2007.3.27  | 防大18期            | 陸上幕僚監部装備部長                                                                            | 陸上自衛隊補給統制本部長 兼 十条駐屯地司令 |
| 27 | 姉崎泰司   | 2007.3.28 - 2008.3.25  | 防大19期            | 第5旅団長                                                                                       | 統合幕僚学校長                             |

## 過去の隷下部隊
- 第11武器隊：1989年（平成元年）3月23日廃止。第11後方支援連隊武器隊に改編。
- 第11補給隊：1989年（平成元年）3月23日廃止。第11後方支援連隊補給隊に改編。
- 第11輸送隊：1989年（平成元年）3月23日廃止。第11後方支援連隊輸送隊に改編。
- 第11衛生隊：1989年（平成元年）3月23日廃止。第11後方支援連隊衛生隊に改編。
- 第29普通科連隊：1996年（平成08年）3月28日廃止。
- 第11対戦車隊：2008年（平成20年）3月25日廃止。北部方面対舟艇対戦車隊に改編。